# Dolmen von Putlos

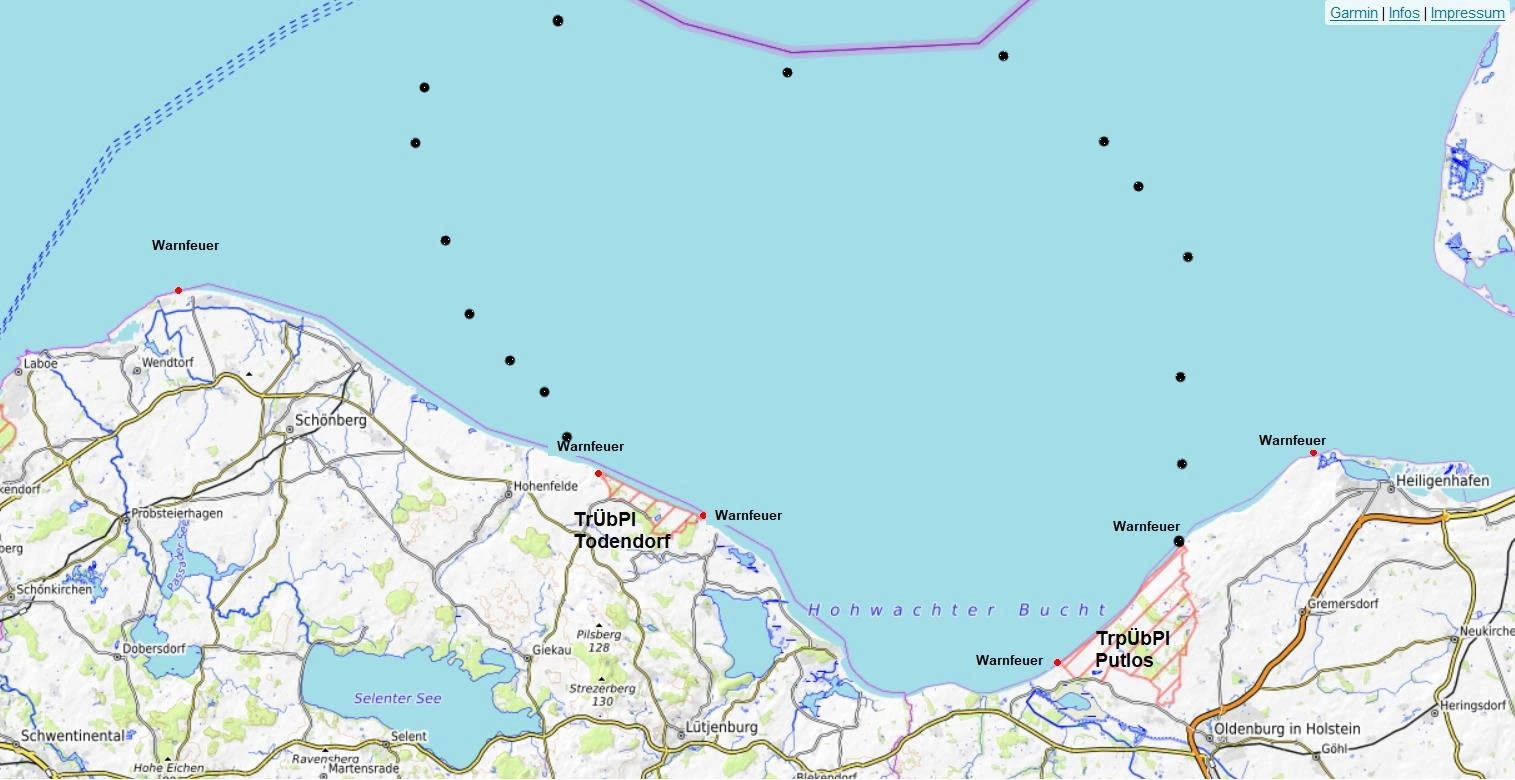
Lage des Sperrgebietes

Die acht Dolmen von Putlos liegen in einem militärischen Sperrgebiet des Truppenübungsplatzes Putlos, das nur mit einer Sondergenehmigung betreten werden kann, im Kreis Ostholstein in Schleswig-Holstein.
Die Megalithanlagen der Trichterbecherkultur (TBK) wurden zwischen 3500 und 2800 v. Chr. errichtet und haben die Sprockhoff-Nr. 257 bis 264. Sieben Anlagen liegen eng benachbart am Hochufer der Ostsee mit Blick auf die Hohwachter Bucht. Die achte liegt südlicher auf der Kuppe des Wienberges.

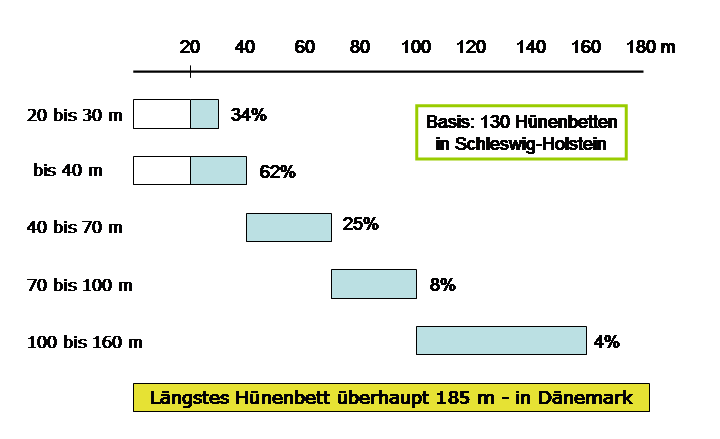
Größe der Langbetten in Schleswig-Holstein

Alle Angaben laut E. Sprockhoff:

## Putlos 1, Sprockhoff-Nr. 257
Putlos 1 ist ein etwa Südwest-Nordost orientiertes etwa 33 m langes und 6,0 m breites rechteckiges Hünenbett mit Randsteinen und drei erweiterten Dolmen.
Die nordöstliche Kammer misst etwa 2,5 × 0,8 m und liegt schräg im Hünenbett. Sie befindet sich bis zur Oberkante der Tragsteine im Hügel. Erhalten sind sechs Tragsteine, der Endstein und ein Deckstein.
Die mittlere Kammer misst etwa 2,0 × 0,8 m, ist ein Querlieger und besitzt vier Tragsteine, die im Hügel liegen, und einen Deckstein.
Die südwestliche Kammer ist ein Querlieger und besitzt sechs Tragsteine und einen Endstein. Der Zugang an der südlichen Schmalseite weist zwei Tragsteine und einen Deckstein auf.
Lage: 54° 20′ 12″ N, 10° 50′ 33″ O

## Putlos 2, Sprockhoff-Nr. 258
Putlos 2 ist ein etwa Nord-Süd orientiertes etwa 21,5 m langes und 4,0 m breites rechteckiges Hünenbett mit einer längsliegenden Kammer in der Mitte. Die Einfassung ist an drei Seiten sehr lückenhaft.
Lage: 54° 20′ 12″ N, 10° 50′ 36″ O

## Putlos 3, Sprockhoff-Nr. 259
Putlos 3 ist ein etwa Nord-Süd orientiertes Hünenbett, das etwa 115 m lang und in der Mitte bis zu 5,5 m breit ist. An den Enden wird das Bett schmaler. Die Randsteine der nördlichen Schmalseite fehlten, ansonsten sind die meisten Einfassungssteine vorhanden.
Die 1,8 m lange und 0,7 m breite Kammer ist ein schräg gestellter Urdolmen mit vier seitlichen Tragsteinen, zwei Endsteinen und einem Deckstein. Die Kammer wurde vor vielen Jahren ausgeraubt.
Lage: Nordende 54° 20′ 17″ N, 10° 50′ 35″ O,
Südende 54° 20′ 13″ N, 10° 50′ 36″ O

## Putlos 4, Sprockhoff-Nr. 260

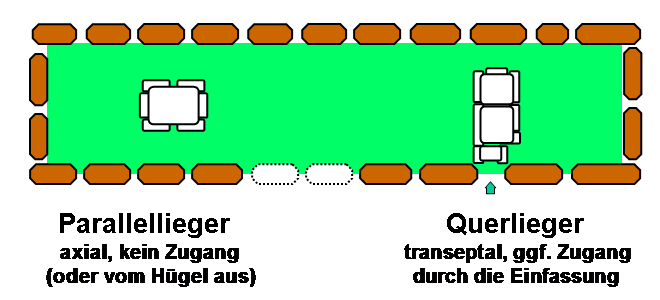
Parallel- und Querlieger

Putlos 4 ist ein etwa Nordwest-Südost orientiertes etwa 30 m langes und 5,0 m breites Hünenbett mit einem quergestellten Dolmen von 1,5 × 0,9 m in der Südhälfte. An der Kammer wurden Sprengungen vorgenommen.
Lage: 54° 20′ 18″ N, 10° 50′ 34″ O

## Putlos 5, Sprockhoff-Nr. 261
Putlos 5 ist ein etwa Nordwest-Südost orientiertes Hünenbett mit einem quergestellten, erweiterten Dolmen von 2 × 1 m. Die Decksteine der Kammer wurden verlagert, einer weist längliche Sprenglöcher auf.
Die Einfassung an den Schmalseiten fehlt, aber Sprockhoff ging von einer Länge von 15 m und einer Breite von 5,5 m aus.
Lage: 54° 20′ 17″ N, 10° 50′ 34″ O

## Putlos 6, Sprockhoff-Nr. 262
Putlos 6 ist ein etwa Nord-Süd orientiertes Hünenbett das 1933 für Sprockhoff wegen des Dornengestrüpps unbegehbar war, Er hat die Länge auf etwa 25 m geschätzt. Von der Kammer sollen zwei Decksteine zu sehen sein.
Lage: 54° 20′ 12″ N, 10° 50′ 37″ O

## Putlos 7, Sprockhoff-Nr. 263
Putlos 7 konnte von Sprockhoff wegen des Dornengestrüpps 1933 nicht untersucht werden. Es ist kein Hünenbett, sondern vermutlich ein Dolmen, der im Rundhügel lag.
Lage: 54° 20′ 16″ N, 10° 50′ 34″ O

## Putlos 8, Sprockhoff-Nr. 264
Putlos 8 liegt südlicher als Putlos 1 – 7. Es ist mit 130 m Länge eines der längsten Hünenbetten  Deutschlands und 4,5 m breit. Am nördlichen Ende fehlen auf etwa 10 m Länge die Einfassungssteine, ansonsten sind die meisten Randsteine vorhanden. Die einzige Kammer liegt im nördlichen Viertel.
Als der Schießplatz errichtet wurde, hat man die Grabkammer mit Beton ausgegossen und einen Ballonmast errichtet. Dieser Mast steht heute nicht mehr.
Nördlich der Kammer befindet sich im Hünenbett eine quadratische Steinsetzung mit etwa fünf Metern Seitenlänge. Sprockhoff nahm an, dass es sich um ein in das Hünenbett eingebautes slawisches Grab handelt. Die Annahme liegt nahe, denn auf dem Wienberge gab es ein 1156 zerstörtes Heiligtum des slawischen Gottes Prove.
Lage: Nordende 54° 19′ 54″ N, 10° 51′ 2″ O, Südende 54° 19′ 54″ N, 10° 51′ 8″ O